# Lake Berryessa
Lake Berryessa is een stuwmeer in de Amerikaanse staat Californië. Het meer is gevormd door de Monticellodam en is met een oppervlakte van 8.400 hectare en een volume van 1,976 km³ het grootste meer van Napa County. De dam en het stuwmeer voorzien de regio North Bay van elektriciteit en water.
Voor de bouw van de dam, die in 1953 begon, was Berryessa Valley een heel vruchtbaar landbouwgebied. De belangrijkste nederzetting was Monticello. De bouw van de dam werd voltooid in 1958 en het meer vulde zich tegen 1963. Op dat moment was Berryessa het op een na grootste stuwmeer van Californië, na Shasta Lake. Samen met de Putah Diversion Dam en Lake Solano en andere infrastructuur maken Monticellodam en Lake Berryessa deel uit van het Solano Project, dat losstaat van andere projecten zoals het Central Valley Project. Dicht bij de Monticellodam is er een noodoverlaat in het stuwmeer; het gat meet 22 meter in diameter en staat bekend als de Glory Hole.
Lake Berryessa is een populaire regionale watersportbestemming. Er zijn verschillende jachthavens. Populaire activiteiten in en rond het meer zijn zwemmen, vissen, waterskiën, vogelen, fietsen en varen met waterscooters, plezierbootjes, kajaks en kano's. Het land langs de oevers van het meer staat onder het beheer van het Bureau of Reclamation.
Het meer was de locatie van een van de moorden in de Zodiac-zaak uit 1969.